# Catarata Yumbilla
La catarata Yumbilla es un salto de agua que se encuentra ubicado en el distrito de Cuispes y pertenece al circuito denominado Ruta o Valle de las Cataratas ubicado en la provincia de Bongará, en el sector sureste del departamento de Amazonas en la cuenca media del río Utcumbamba. La catarata nace a 2723 m s. n. m. en la caverna San Francisco y desciende en sus cuatro caídas una longitud de 895,4 m. Según el sitio web World Waterfall Database, Yumbilla se ubica como la quinta catarata más alta del mundo y la segunda catarata más alta del Perú, tan solo por detrás de Cataratas las Tres Hermanas (Junín, 914 m).
La catarata Yumbilla se ubica a unos 70 km al norte de la ciudad de Chachapoyas, capital del departamento de Amazonas y a 9 km al noreste de la ciudad de Pedro Ruiz.

## Historia
La catarata se volvió internacionalmente conocida por los estudios del Instituto Geográfico Nacional (IGN) del Perú en el año 2007, el cual determinó su altura en 895,4 metros. Los pobladores de las localidades aledañas ya conocían de su existencia pero debido a los mitos y leyendas que se regían en torno a la catarata no era muy visitada.
La investigación realizada determinó que la catarata de Yumbilla es más alta que la reconocida catarata de Gocta, que tiene 771 metros y se encuentra en la también en la provincia de Bongará de la región Amazonas. 
Los primeros turistas en hacer el circuito completo de la catarata de Yumbilla fueron los sudamericanos Alessio Espinoza Merino y Carlos Matthei Neumann guiados por el local Francisco Mas Daza de la localidad de Cuispes.

## Turismo
En su tesis enfocada en el desarrollo del ecoturismo en las rutas de las cataratas Gocta, Yumbilla y Chinata, Terán afirma: "la zona constituye un paraje singularmente atractivo y con gran potencial para el desarrollo turístico, principalmente el de naturaleza y con énfasis en la tipología del ecoturismo".
La Ruta de las Cataratas (que incluye Yumbilla) se encuentra administrada por tres asociaciones comunitarias que brindan servicio turístico, de guiado e información y administran el flujo de visitas a la catarata. Estos grupos son Asociación Comunal de Turismo de Cocachimba, la Asociación Comunal de Turismo de San Pablo, y la Asociación Comunal de Turismo Yacu Urco de Cuispes. Los miembros de dichas asociaciones ofrecen el servicio de turismo local a los visitantes. 
La zona denominada Ruta de las Cataratas recibe un mayor flujo de turistas a lo largo del tiempo, hecho que ha exigido mayor atención de los pobladores de la zona para prestar servicios turísticos a los visitantes (Terán, 2018). Yumbilla junto a las cataratas Chinata, Pabellón y una veintena de caídas de agua que se ubican en la localidad se ha convertido entonces en una incipiente y significativa propuesta para el desarrollo del turismo sostenible y ambiental en la región Amazonas. Además, esta catarata de Yumbilla se encuentra rodeada de una importante biodiversidad que agrupa que se traduce en exuberantes áreas de selva virgen compuesta por numerosas especies de flora y fauna. Esta biodiversidad complementa en gran medida el atractivo turístico de la catarata pero además requiere de la participación activa de los gobiernos, población aledaña y turistas en su promoción y cuidado.
Desde Chachapoyas, capital de la región Amazonas, se tarda entre 75-85 min. (63 km) en llegar a la localidad de Cuispes (la carretera entre las localidades de Pedro Ruiz y Cuispes es de tierra). Hay transporte público hasta Pedro Ruiz (autobuses y taxis colectivos). De Pedro Ruiz a Cuispes (10 km/30 min), el principal transporte público son los mototaxis. Desde Cuispes, se tarda entre 1 y 1,5 horas (6 km) en llegar a la cascada de Yumbilla a pie o en mula. Es recomendable contratar un guía local. Las principales actividades en la zona son el senderismo y la observación de la fauna.
Se pueden observar otras cataratas, entre las que destacan: Carata Pabellón (400 metros de altura) y Cararata La Chinata (580 metros de altura), ambas en un radio de 4 km en línea recta.

## Zona reservada
Ante la trascendencia que significa la Ruta de las Cataratas para el turismo, las autoridades de la región Amazonas han realizado diversas gestiones para proteger la biodiversidad que existe en la zona. Precisamente, el gobierno regional ha presentado diversos proyectos que buscan la conservación regional de las cataratas Gocta, Yumbilla y Chinata.
La diversidad que alberga la catarata de Yumbilla como parte de la Ruta de las Cataratas, según Terán (2018) incluye:
- Biomas y ecorregiones: se ubica en dos ecorregiones Jalca o serranía arbustiva y áreas de bosque de montaña típicos de la zona de Bongará.
- Flora silvestre: incluye 10 familias botánicas que agrupan 145 géneros y 337 especies de plantas vasculares. Las familias y algunas especies representativas de flora silvestre que destacan son:
  - Flores del género Asteraceae.
  - Orchidaceae: Odontoglossum koehleri, Fernandezia ionanthera,
  - Bromeliaceae: Tillandsia walteri
  - Passifloraceae: Passiflora cambalensis.
- Fauna silvestre: destaca la presencia de mamíferos y aves endémicas:
  - Mamíferos: incluye:
    - Tremarctos ornatus (“Oso de anteojos”): es una especie endémica de la ceja de selva peruana que se encuentra en peligro de extinción. Se encuentran en las microcuencas de las cataratas Gocta y Yumbilla en donde se alimentan de pequeños vertebrados.[10]
    - 'Dasypus pilosus - “Carachupa peluda”
    - Anoura peruviana - “Murciélago”
    - Nasua sp. - “Achun o Achuno”

  - Aves: Se han registrado un total de 223 especies de aves, muchas de ellas en peligro de extinción, entre las que destaca el colibrí cola de espátula (Loddigesia mirabilis).